# Старозагорско клане
Старозагорското клане е опожаряване на град Стара Загора и избиване на българското му население, извършено от командваната от Сюлейман паша османска армия на 19 – 21 юли 1877 г. по време на Руско-турската освободителна война.

## История
След битката при Стара Загора, българските опълченци и войниците на ген. Гурко се оттеглят към връх Свети Никола в прохода Шипка, a османските войски заемат града. С навлизането си в него войниците на Сюлейман паша избиват много от жителите му. Значителен брой българи са избити и в старозагорските села. Стара Загора е изгорена до основи и обезлюдена. Малкото останали живи старозагорци се спасяват с бягство в Северна България, където престояват до пролетта на 1878 г. Много от тях не се завръщат повече у дома си. 
По думите на Константин Иречек, който през 80-те години на XIX в. на няколко пъти посетил града, „Стара Загора съвършено изгоряла освен една махала на запад и няколко улици по краищата. Нейните жители избягали само с това, което имали на себе си. Който останал да събира своите неща или с надежда, че турците ще бъдат отблъснати, бил изгубен и никой вече за него не е чувал. Турците, черкезите, арнаутските и малоазийските башибозуци над никого не се смилявали и наред убивали всичко. Няма семейство в Стара Загора, което да не е изгубило повечето от своите членове; даже много родове от този ден съвършено изчезнали. Мъртви тела не се намерили. По-късно колкото човешки кости се изровили между изгорелите къщи били събрани накуп в една църква...“
От заловените жени, млади момичета и деца по заповед на Сюлейман паша бил образуван специален лагер на мястото на днешния паметник на Свети Георги, където войниците дни наред ги изнасилвали. След издевателствата тези жени и момичета били откарани като робини в Цариград и Одрин. Само единици от тях успели по-късно да избягат и свидетелствали за убийствата и кланетата. Историкът Георги Димитров поименно сочи някои от пострадалите.